# Маннхайм, Люси
Люси Маннхайм (нем. Lucie Mannheim, 30 апреля 1899[…], Берлин — 28 июля 1976[…], Браунлаге, Нижняя Саксония) — немецкая актриса и певица.

## Биография
Люси Маннхайм родилась в берлинском районе Кёпеник в 1899 году. Изучив драматическое искусство, она начала профессиональную актёрскую карьеру в театре, исполнив в дальнейшем яркие роли в постановках «Кукольный дом», «Ромео и Джульетта» и «Войцек». В 1919 году актриса дебютировала на большом экране, появившись в последующие годы в ряде немых и звуковых фильмов, среди которых драма «Атлантик», немецкая версия одноимённого британского фильма, основанная на катастрофе «Титаника».
После прихода к власти нацистов в 1933 году, Маннхайм, будучи еврейкой, была вынуждена покинуть Германию, бежав сперва в Чехословакию, а затем в Великобританию. Там она продолжила карьеру актрисы, появившись в фильмах «Тридцать девять ступеней» (1935), «Восток встречает Запад» (1936) и «Заказанный гостиничный номер» (1944). В 1941 году она вышла замуж за британского актёра Мариуса Горинга. В годы Второй Мировой войны Маннхайм участвовала в антигитлеровской пропаганде, записав в 1943 году свою версию популярной песни «Лили Марлен».
В 1948 году актриса вернулась в Германию и возобновила свою карьеру на сцене и в кино. В 1965 году она вновь снялась в Великобритании в фильме «Банни Лейк исчезает». Люси Маннхайм скончалась 28 июля 1976 года в Браунлаге, Нижняя Саксония, в возрасте 77 лет.